# ماريك باستر
ماريك باستر (بالبولندية: Marek Baster)‏ هو لاعب كرة قدم بولندي في مركز الدفاع، ولد في 11 يونيو 1976 في كراكوف في بولندا. لعب مع أركا غدينيا ونادي كراكوفيا.